# Kees Wanders
Kees Wanders (Wageningen, 11 november 1905 – 14 januari 1978) was een Nederlands voetbalspeler.
Van 1922 tot 1935 speelde hij bij WVV Wageningen.